# Prime
Prime è un film del 2005 di Ben Younger con Meryl Streep, Uma Thurman e Bryan Greenberg.

## Trama
Rafi è una produttrice fotografica di trentasette anni ferita da un recente divorzio, sola, depressa e in cura da una psicoterapeuta. Incontra casualmente David, un giovane pittore di ventitré anni, appena uscito dal college ed è amore a prima vista. Tra i due inizialmente sembra funzionare tutto alla perfezione, ma, con il passare del tempo, le diverse esigenze dovute alla differenza di età (Rafi vuole avere un figlio, David è attratto dalla Nintendo ed è ancora legato ai suoi amici), e le diverse culture di appartenenza (David è ebreo, Rafi no), rendono il percorso sentimentale della coppia difficile e accidentato. A complicare ci si mette Liza, la madre di David, che è anche la psicoanalista di Rafi. La trama si svolge su questo intreccio, dando luogo a una serie di gag, equivoci, sospetti e menzogne.

## Produzione
Le società di produzione furono la Prime Film Productions LLC, Stratus Film Co., Team Todd, Focus Features e Younger Than You.

## Distribuzione

### Data di uscita
Il film venne distribuito in varie nazioni, fra cui:
- Stati Uniti d'America 28 ottobre 2005
- Taiwan 4 novembre 2005
- Australia 17 novembre 2005
- Bielorussia 17 novembre 2005
- Russia 17 novembre 2005
- Grecia 1º dicembre 2005
- Israele 8 dicembre 2005
- Corea del Sud 8 dicembre 2005
- Polonia 25 dicembre 2005
- Germania, Couchgeflüster - Die erste therapeutische Liebeskomödie 19 gennaio 2006
- Austria, Couchgeflüster  20 gennaio 2006
- Spagna, Secretos compartidos  3 febbraio 2006
- Italia, Prime 10 febbraio 2006
- Francia, Petites confidences (à ma psy) 15 febbraio 2006
- Ungheria 16 febbraio 2006
- Finlandia, Oikeanlaista kemiaa 17 febbraio 2006
- Belgio 22 febbraio 2006
- Norvegia 10 marzo 2006
- Svezia 10 marzo 2006
- Messico 14 aprile 2006
- Brasile, Terapia do Amor 28 aprile 2006
- Danimarca, Kærester 28 aprile 2006
- Islanda 28 aprile 2006
- Regno Unito 12 maggio 2006
- Argentina, Secretos de diván 25 maggio 2006

## Accoglienza

### Incassi
Il film ha incassato un totale di  22 827 153 dollari negli USA e  45 110 341 all'estero fra cui  8 092 972 in Germania e  5 235 824 in Italia.

### Critica
Film mai banale, vari sono i temi ben diretti affrontati da Ben Younger: dal rispetto per una cultura diversa, alla critica del rapporto terapeutico, al difficile ruolo di madre che si trova a dover ascoltare le rivelazioni dell'amante di suo figlio senza poter intervenire. Meryl Streep con l'avanzare dell'età si ritrova spesso ad interpretare la madre, ruolo che ricopre benissimo, mentre la regia ricorda un Woody Allen alle prime armi.